# ژیلوو
ژیلوو (به چکی: Žilov) یک منطقهٔ مسکونی در جمهوری چک است که در ناحیه پلزن-شمالی واقع شده‌است. ژیلوو ۶٫۳۳ کیلومتر مربع مساحت و ۴۱۰ نفر جمعیت دارد و ۴۲۳ متر بالاتر از سطح دریا واقع شده‌است.